# Lucia Šimová
Lucia Šimová (* 9. Mai 1990) ist eine slowakische Biathletin.
Lucia Šimová bestritt ihre ersten internationalen Rennen 2006 im Rahmen des Junioren-Europacups. Erste internationale Meisterschaften wurden die Juniorenweltmeisterschaften 2007 in Martell. Im Einzel wurde sie 58., im Sprint 39. und im Verfolgungsrennen 46. Mit der slowakischen Staffel belegte sie Platz elf. Es dauerte zwei Jahre, bis Šimová in Canmore erneut bei Juniorenweltmeisterschaften zum Einsatz kam und die Platzierungen 23 im Einzel, 38 im Sprint und 36 in der Verfolgung erreichte. 2010 waren die Juniorenrennen der Sommerbiathlon-Weltmeisterschaften das einzige Großereignis für die Slowakin. In Duszniki-Zdrój wurde sie 21. des Sprintrennens und 27. des Verfolgers. Letzte internationale Meisterschaft bei den Juniorinnen auf Schnee wurden die Juniorenweltmeisterschaften 2011 in Nové Město na Moravě, bei denen Šimová auf die Plätze 59 im Einzel, 46 im Sprint, 51 im Verfolgungsrennen kam und 17. im Staffelrennen wurde. Im weiteren Jahresverlauf kam sie zunächst bei den Sommerbiathlon-Europameisterschaften 2011 in Martell zum Einsatz und wurde 13. des Sprints und 15. der Verfolgung. Im Mixed-Staffelrennen gewann sie mit Paulína Fialková, Tomáš Hasilla und Michal Kubaliak die Silbermedaille. Letztes Meisterschaft bei den Juniorinnen waren die Rennen bei den Sommerbiathlon-Weltmeisterschaften 2011 in Nové Město. Dort wurde sie 36. des Sprints, das Verfolgungsrennen beendete sie als überrundete Läuferin nicht.
Šimová bestritt 2008 in Obertilliach sein erstes Rennen im IBU-Cup und wurde 63. eines Sprintrennens. Erste Punkte gewann er im weiteren Saisonverlauf als 21. eines Sprints in Osrblie. Es war zugleich ihre beste Platzierung in der Rennserie. Erste internationale Meisterschaften bei den Frauen wurden die Biathlon-Europameisterschaften 2012 in Osrblie. Šimová wurde 27. des Einzels, 43. des Sprints und 37. der Verfolgung. Im Staffelwettbewerb erreichte sie an der Seite von Martina Chrapánová, Terézia Poliaková und Natália Prekopová als Schlussläuferin den siebten Platz. Bei den nationalen Meisterschaften gewann sie 2012 hinter Terézia Poliaková und Natália Prekopová die Bronzemedaille im Massenstartrennen.